# Teodoro de Croix
Teodoro Francisco de Croix-Heuchin (cerca de Lille, Flandes, 30 de junio de 1730-Madrid, España, 8 de abril de 1792) fue un aristócrata y militar español, de origen flamenco, que llegó a ser virrey del Perú.

## Biografía
Nacido en el castillo de Prévoté, cerca de la ciudad de Lille, en la parte de Flandes ganada por Luis XIV a España en 1668. Tercer hijo gemelo de Alexandre-Maximilien-François de Croix, marqués de Heuchin, e Isabelle-Claire-Eugène de Houchin. A los 17 años, como su tío Carlos Francisco de Croix y su hermano mayor el conde Felipe Carlos de Croix, ingresa en el Ejército español. Ese mismo año entra al servicio del rey de España como alférez de granaderos de la Guardia Real y es enviado a Italia. En 1750 se incorporó a la Guardia Valona, la guardia personal de los reyes Borbones de España. En 1756 es ascendido a teniente y se le nombra caballero de la Orden Teutónica, y en 1760 asciende a coronel. 
En 1766 marcha a Nueva España como capitán en la guardia del virrey Carlos Francisco, su tío. Hasta 1770 sirvió como comandante de la fortaleza de Acapulco y como inspector de las tropas del virreinato. Cuando finalizó el mandato del virrey de Croix (1766-1771), retornó a España con su tío y con el visitador José de Gálvez. 
El 16 de mayo de 1776, el rey Carlos III de España nombra al brigadier Teodoro de Croix como primer comandante general de las Provincias Internas del Norte de Nueva España, Comandancia establecida en 1776, y que comprendía Nueva Vizcaya, Santa Fe de Nuevo México, Nuevo León, Coahuila, Sonora y Sinaloa, Las Californias, y Tejas. Esta disposición fue respondida con varias revueltas de los indios apaches, seris, comanches y otras tribus indígenas. El cuartel general se estableció en Arizpe, Sonora. De Croix reemplazó a Hugo O'Conor, nombrado por el virrey Bucareli y que estaba al cargo de las fuerzas españolas en la frontera norte. De Croix no dependía del virrey en la frontera pero compartía jurisdicción con O`Conor en la Alta California. Tomó posesión del cargo el 1 de enero de 1777 y en agosto partió de México capital a inspeccionar su nueva jurisdicción. Era el responsable de la defensa militar, la colonización civil y la conversión de los indios de un extenso y poco poblado territorio. Respondía de sus acciones directamente ante el visitador José de Gálvez. Renovó y organizó la mayor fuerza militar de la frontera norte, de Tejas a Sonora, habida hasta entonces. El 24 de octubre de 1781, el rey aprobó la separación de las Californias como nueva jurisdicción del mismo nivel que las Provincias Internas de Occidente. Hizo también muchas cosas de buen proceder en los territorios antes llamados Provincias Internas del Norte de la Nueva España.
Ya como teniente general, deja el mando en las Provincias Internas del Norte a Felipe de Neve y es nombrado virrey del Perú (13 de febrero de 1784). En Perú descentralizó el gobierno organizando siete intendencias. Creó el Anfiteatro Anatómico e inició el Jardín Botánico en la Escuela de Medicina de Lima, ciudad que le conocía como "El flamenco", por su país de origen. Adoptó medidas rigurosas para impedir el avance del pensamiento enciclopedistas y revolucionarios de franceses y norteamericanos. Mejoró las fortificaciones de la costa y colaboró en la creación de la Junta Superior de Comercio y el Tribunal de Minería (1786). Su mandato como virrey terminó en 1790. De regreso a España, es nombrado en 1791 coronel de las Guardias Valonas, y comandante de la Orden Teutónica. Murió en Madrid al año siguiente, en 1792, a resultas de la pulmonía, derivada en tuberculosis, que contrajo por los fríos del cabo de Hornos (la ruta de vuelta a España que él escogió).

## Título
- 1784-1790: Teodoro Francisco de Croix, caballero de Croix, de la Orden Teutónica, primer teniente de la Compañía Flamenca de Reales Guardias de Corps, teniente general de los Reales Ejércitos, virrey, gobernador y capitán general del Perú, superintendente general de Real Hacienda y presidente de la Real Audiencia de Lima